# Cantone di Sucumbíos
Il cantone di Sucumbíos è un cantone dell'Ecuador che si trova nella provincia di Sucumbíos.
Il capoluogo del cantone è La Bonita.